# 﨑田隆夫
﨑田 隆夫（さきた たかお、旧字体：﨑田 隆󠄁夫、1920年（大正9年）4月22日 - 2002年（平成14年）8月19日）は、日本の内科医・医学者。学位は、医学博士。筑波大学名誉教授、公立昭和病院名誉院長。日本消化器内視鏡学会(JGES)名誉理事長、世界消化器内視鏡学会（現・世界内視鏡学会(WEO))第二代President、日本消化器関連学会合同会議（現・日本消化器関連学会機構(Organization of JDDW))初代理事長などを歴任。広島県出身。
胃カメラ を世界で初めて実用化して国内外への普及活動を行い、胃カメラ研究会(後に日本消化器内視鏡学会)、世界消化器内視鏡学会（現・世界内視鏡学会）、日本消化器関連学会合同会議（現・日本消化器関連学会機構）の創立と発展に尽力した。内視鏡による国内外の早期胃癌集計などを行い、世界に先駆けて内視鏡による早期胃癌の診断学を確立すると共に、消化性潰瘍（胃・十二指腸潰瘍）の分類を作成した 。日本消化器内視鏡学会の賞として﨑田賞がある。

## 人物

### 出生から東大病院時代
1920年広島県広島市に生まれた。旧制第一高等学校を経て、東京帝国大学（現・東京大学）医学部に入学し1945年に卒業した。1945年に東京帝国大学医学部田坂内科学教室、1952年に東京大学医学部田坂内科（第一内科を経て、現在の消化器内科）消化器病研究室（第八研究室）に入室した。

#### 胃カメラの実用化
﨑田は、家の近くに住んでいた胃カメラ製造会社のオリンパス光学工業（現・オリンパス）社員の話を聞いて、1953年に胃カメラの研究を始めた。ところが、当時の胃カメラ（GT-Ⅱ）は直ぐに故障し、フィルムが絡む、水漏れ、カメラの方向が操作角度に追従しないなど多くの故障が発生していた。また、写りが非常に悪く診断に使えるレベルの写真を撮ることができないため、医療現場では使い物にならず、半ば見捨てられたような状況になっていた。
﨑田は、この状況を知らずに胃カメラの研究を始めた。状況を知って後悔したが、一度始めたことは最後までやり抜こうと決意を固めて研究を続けた。ところが、製造会社は、胃カメラはもう止めたいという考えであり、技術者は熱意を失っていた。﨑田達は、製造会社に胃カメラ継続の説得を続けた。﨑田は、胃カメラを続けさせるのに苦労したという。﨑田達は撮影を行ったが、診断に使えるような写真は全く無かった。目で見て撮影ができない胃カメラ（GT-Ⅱ）では良好な写真を得ることは難しく、撮影法を工夫して胃の各部を撮影できる方法を開発して診断に必要なレベルの写真を得るまで、多くの労力と時間が必要であった。また、胃カメラは極端に言えば１人か２人に使うと故障した。最初は製造会社に修理を依頼していたが数日かかり、また直ぐに故障するため、とても医療現場で使える機器ではなかった。やむなく自ら胃カメラを分解して組み立てを行い、故障を直しながら全力を尽くした研究を数年に亘って続けた。﨑田達は、撮影技法の開発、画像読影法の基礎的検討、カラー撮影の実用化研究を行い、製造会社と検討会（故障対策委員会）を頻繁に行って胃カメラ改良の提案などの検討を重ねた。この検討会設立の目的は、製造会社を説得して胃カメラを継続させ、とにかく胃カメラを改良して医療現場で使えるものを作るということであった。
当時の胃カメラの開発や改良は、現在とは異なり医師がアイデアや意見や要望を出し、改良が必要な問題点を提起していたが、これらが改良の全てだったといっても言い過ぎではない。それらを技術者が具体的な形にするという方法を繰り返して、改良が行われていた。1956年に製造会社の技術者や関係者の協力を得て、臨床における使用が実用レベルに達し、今日の内視鏡医療の原点となった胃カメラ（GT-Ⅲ）が製造会社から発売された。撮影技法の確立、画像読影法の基礎的検討の完了、カラー撮影の実用化および臨床での使用が実用レベルに達した胃カメラの完成という胃カメラの実用化に必要な条件をクリアーしたことにより、1956年に世界で初めて胃カメラの実用化に成功した。胃カメラは1898年にドイツで発明されたが、実用化まで半世紀以上（58年）を要したことになる。

#### 胃カメラ研究会の発足
胃疾患の診断法を進歩させるために、﨑田は東大医学部分院外科の城所仂に相談して、1954年に東大医学部の田坂定孝を会長として胃カメラ研究会の準備会を開き、翌年第１回胃カメラ研究会が開催された。第6回胃カメラ研究会で研究会を学会にすることが決議され、1959年に第１回日本胃カメラ学会が開催された。

#### 胃カメラの普及
﨑田達は、胃カメラ改良等の検討会を製造会社との間で続けると共に、保険適応取得に向けて動き、1958年に胃カメラ検査に保険適応が認められた。﨑田達は、多くの胃癌患者の命を救うには胃カメラを普及させることが必要だと考え、取得した技術を名人芸としないで広めることを決断し、1959年に田坂内科主催の胃カメラ研修会を始め、国内の医師に 撮影技法や画像読影法を教えた。田坂はこの研修会の意義を理解し、積極的に後援した。同年、製造会社では、胃カメラの独立部門を作って人員を増やし、検討会の討議を元にして制作された胃カメラ（GT-Ⅳ）が発売された。胃カメラは普及していき、1960年には国内の普及台数が1,000台に達した。
﨑田は、胃カメラを飲むときの苦痛を軽減することが必要と考え、細く大幅に柔らかくすることを製造会社に要望したが、診断能力が悪くなるなどの理由で製造会社の技術者や第八研究室以外の医師の猛反対に合った。﨑田は強く説得を続け、ついに技術者が第八研究室で胃カメラ健診を受けることになり、ようやく理解が得られた。要望が最大限入れられて飲みやすくなった胃カメラ（GT-Ⅴ）が1960年に発売されると胃カメラは急速に普及していき、更に改良されて、1966年には10,000台に達した。﨑田達は更に細く飲みやすくなった胃カメラ（P型）で、1961年に集団検診を始め、これに製造会社が協力した。

#### 早期胃癌の肉眼分類
胃疾患が早期胃癌であるかを診断してなるべく早く外科治療等の治療を行うためには、多くの症例を集めて検討する必要があり、当時早期胃癌の診断は悲願であった。日本胃カメラ学会は日本内視鏡学会と改名され 、第４回日本内視鏡学会の田坂会長講演の１年前の1961年に、﨑田らは会長講演の演題として胃癌の早期診断を発案した。﨑田らは病理学者の村上忠重を委員長に迎えて早期胃癌全国集計委員会を作り、早期胃癌の肉眼分類を1962年に作成した。恩師田坂の定年退官の年にもあたり、退官記念にしたいという思いがあったという。

#### 国際内視鏡学会の創立
世界の胃癌患者を救うことを目標にして、﨑田は内視鏡の国際学会の設立を発案した。1962年にウィーンで行われた第２回世界消化器病学会において、﨑田達は田坂の代行として内視鏡の国際学会の設立を提案して満場一致で了承された。1966年に東京で第１回国際内視鏡学会(ISE)(世界消化器内視鏡学会(OMED)を経て、現在の世界内視鏡学会(WEO))が開催された。

#### 紫外線胃カメラ
1957年頃から﨑田達は胃カメラへ紫外線や蛍光の応用を始めたが、1959年に制作した紫外線胃カメラは普及することなく、蛍光胃カメラは期待する結果が得られなかった。この非可視光や可視光特定帯域の光を診断に使うという発想は、その後のレーザー内視鏡、赤外線電子スコープおよびNBI(狭帯域光観察)内視鏡などの形となって実用化されることになった。

### 国立癌センター時代
1962年国立癌センター（現・国立がん研究センター）創立時に外来部消化器科医長として入職し、内視鏡検査を始めた。﨑田らの元へは海外から1,000人以上の外国の医学者などが胃カメラの研修や留学に訪れ、操作方法や診断技術を学んだ。1964年にファイバースコープ付胃カメラ（GTF）が製造会社から発売され、この頃から輸出が始まった。1970年に﨑田らは、消化性潰瘍（胃・十二指腸潰瘍）の分類を発表した。この分類は消化性潰瘍の分類となり、現在でも広く用いられている。1962～1971年の10年間に、91施設の協力を得て2回目の早期胃癌の全国集計を実施した。
癌の悪性サイクル（marignant cycle）理論は、1912年に最初の病理学的研究が報告され、病理学的研究が行われていたが、長い間注目されていなかった。﨑田は胃カメラ検査で1955年頃に悪性サイクルの存在に気づき、1960年胃カメラ学会九州支部会第１回発会の特別講演、1968年ベルギーで開催された第１回国際癌発見シンポジュームで発表し、1971年にはGastroenterologyの巻頭に論文が掲載された。悪性サイクル理論は、その後多くの病理学や内視鏡による研究が行われ、十数年後に認められた。

### 筑波大学時代
筑波大学創立時の1973年に医学専門学群臨床医学系長として入職し、内科教授を兼任した。1972～1980年迄の9年間に110施設の協力を得て、3回目の胃癌全国集計を実施した。また、世界の早期胃癌の診断についての研究報告を、46カ国141施設を対象として行った。筑波大学では、レーザーによる早期胃癌等の消化器疾患の診断・治療やレーザーと光反応性物質を組み合わせて胃癌を治療する研究など多くの研究を行った。日本内視鏡学会は日本消化器内視鏡学会と改名され、1981年に日本消化器内視鏡学会の第二代理事長に就任した。

### 公立昭和病院等の時代
1984年に筑波大学を定年退官し、公立昭和病院長に就任した。公立昭和病院では人材育成を行い、医療体制の整備に注力した。1987年筑波大学名誉教授、1989年公立昭和病院名誉院長の称号が授与され、1990年に世界消化器内視鏡学会(OMED)の第二代Presidentに就任した。1991年日本消化器関連学会代表者会議のメンバーの一人となり、1992年に日本消化器関連学会合同会議の初代理事長に就任した。1994年日本消化器内視鏡学会名誉理事長の称号が授与された。
2002年に死去し、築地本願寺で葬儀が行われた。2007年日本消化器内視鏡学会の賞として、﨑田賞が設立された。

## 経歴
- 1920年（大正9年）　広島県広島市に生まれた
- 1942年（昭和17年） 第一高等学校卒業
- 1945年（昭和20年） 東京帝国大学医学部卒業
- 1945年（昭和20年） 東京帝国大学医学部附属医院田坂内科学教室
- 1948年（昭和23年） 第一高等学校医員兼職
- 1950年（昭和25年） 文部教官・助手
- 1952年（昭和27年） 東京大学医学部附属病院田坂内科消化器病研究室(第八研究室)
- 1959年（昭和34年） 同研究室長
- 1962年（昭和37年） 国立癌センター病院外来部消化器科医長
- 1963年（昭和38年） 同病院外来部長
- 1964年（昭和39年） 東京大学医学部講師を併任
- 1973年（昭和48年） 筑波大学医学専門学群臨床医学系長、内科教授兼任
- 1981年（昭和56年） 日本消化器内視鏡学会第二代理事長
- 1984年（昭和59年） 筑波大学を定年退官、公立昭和病院長[1]
- 1987年（昭和62年） 筑波大学名誉教授
- 1989年（平成元年）  公立昭和病院名誉院長、兼松東京本社診療センター長
- 1990年（平成2年）　世界消化器内視鏡学会第二代President
- 1992年（平成4年）　日本消化器関連合同会議初代理事長
- 1994年（平成6年）　日本消化器内視鏡学会名誉理事長
- 2002年（平成14年） 死去、築地本願寺にて葬儀

## 受賞歴
- 1964年（昭和39年） 田宮記念賞(がん研究振興財団）
- 1983年（昭和58年） 内視鏡医学発展に対する内視鏡医学研究振興財団賞
- 1994年（平成6年）　勲三等瑞宝章

## 著書
- 『胃カメラ研修の実際』中外医学社、1970年
- 『胃カメラ研修の実際 消化管内視鏡入門』中外医学者 1970年
- 『消化管内視鏡研修の実際』中外医学社　1970年
- 『胃癌 (内科MOOK No.8)』金原出版、1979年
- 『パラメディカルのための消化器内視鏡ハンドブック』医学図書出版、1983年
- 『消化性潰瘍』（LS practiceシリーズ4）ライフ・サイエンス、1986年
- 『消化管内視鏡の進歩』協和企画通信、第30巻他、1987年他
- 『気になる胃 食べ過ぎから胃がんまで』女子栄養大学出版部、1973年
- 『気になる胃 あなたをがんノイローゼから解放する専門医の話』東洋図書出版、1979年